# José Aldo
José Aldo da Silva Oliveira Júnior, meglio conosciuto come José Aldo (Manaus, 9 settembre 1986), è un ex lottatore di arti marziali miste brasiliano.
Ha combattuto nella divisione dei pesi gallo per la promozione statunitense UFC, nella quale è stato campione dei pesi piuma in due occasioni; nel corso del suo primo regno, protrattosi dal 2010 al 2015, ha collezionato nove difese del titolo prima di essere battuto da Conor McGregor. È stato inoltre l'ultimo campione WEC dei piuma, con due difese del titolo, e quando la UFC acquistò la promozione venne automaticamente promosso campione inaugurale. È largamente considerato uno dei migliori artisti marziali di tutti i tempi.
È stato premiato Fighter of the Year ai Fighters Only World MMA Awards nel 2010. Nel 2009 ha inoltre vinto il premio di lottatore dell'anno. Nel 2010 venne segnalato come il miglior lottatore del mondo under 25.

## Biografia
José Aldo presenta una vistosa cicatrice sulla guancia sinistra, frutto di un incidente domestico avuto da piccolo; sua sorella maggiore, infatti, lo spinse involontariamente contro un barbecue. Da giovane veniva considerato una promessa del calcio e anche suo padre supportava tali aspirazioni; stanco, tuttavia, di perdere gli incontri di strada nei quali si trovava coinvolto, Aldo decise di studiare capoeira per migliorare la propria difesa e, così facendo, attirò l'attenzione di un maestro di jiu jitsu brasiliano, arte nella quale otterrà poi la cintura nera. A diciassette anni si trasferì da Manaus a Rio de Janeiro per perseguire il sogno di una carriera nelle arti marziali miste. È cugino del calciatore Juan Jesus.

## Carriera nelle arti marziali miste
Combatte il suo primo incontro da professionista nelle arti marziali miste all'età di diciassette anni a EcoFight 1 il 10 agosto 2004 contro un altro debuttante, Mário Bigola, che sconfigge per KO, con un calcio alla testa, in appena 18 secondi dall'inizio del match. Per Bigola questo è stato il primo e unico incontro da professionista. In seguito sconfigge nell'ordine: il brasiliano Hudson Rocha, il debuttante Luiz de Paula, il veterano del vale tudo e della shooto Aritano Silva Barbosa, che aveva perso quattro degli ultimi cinque incontri, e Anderson Silvério a Meca World Vale Tudo 12 per KO tramite calci alla testa. In seguito Aldo combatte due incontri in Inghilterra dove supera Phil Harris e Mickey Young.

### Sconfitta con Azevedo
Meno di un mese dopo Aldo combatte contro il rispettato Luciano Azevedo, cintura nera di Luta livre, a Jungle Fight 5. Aldo vince il primo round e la maggior parte degli scambi grazie a intelligenti e solide combinazioni e calci alle gambe, tentando diversi takedown su Azevedo. Nel secondo round invece va a buon fine il primo takedown di Azevedo, ma Aldo riesce a rialzarsi e a tentare a sua volta delle sottomissioni contro l'avversario che non vanno a buon fine, grazie all'abilità di Azevedo a difendersi facilmente. Al minuto 3.37 del secondo round Azevedo intrappola Aldo in una rear-naked choke, costringendolo a cedere, infliggendogli la prima sconfitta in carriera.

### Ritorno alla vittoria e debutto nella Pancrase
Aldo si rifà della sconfitta superando l'imbattuto Thiago "Minu" Meller al Gold Fighters Championship I del 20 maggio 2006, vincendo per maggioranza dei giudizi, un incontro incerto, alla cui fine Aldo arriva visibilmente esausto. Nel suo ultimo incontro prima di accasarsi alla WEC, sconfigge il veterano della Pancrase Shoji Maruyama al Pancrase 2007 Neo-Blood Tournament Finals. Aldo vince per decisione unanime dominando l'avversario in piedi e a terra.

### World Extreme Cagefighting
Aldo fa il suo debutto alla WEC il 1º luglio 2008 presso l'Arco Arena a Sacramento, California, contro Alexandre Franca Nogueira che sconfigge al WEC 34. Dopo un'altra vittoria contro Cub Swanson al WEC 41, affronta e supera Mike Brown in un match con in palio il WEC Featherweight Championship per KO al secondo round. In seguito alla vittoria e alla conquista del titolo viene nominato fighter dell'anno sia dalla MMA Live che da Sherdog.com.
Successivamente, il 24 aprile 2010, Aldo affronta l'ex detentore della cintura Urijah Faber al WEC 48. Josè vince per decisione unanime (49-45, 49-45, 50-45) dopo aver mandato Faber al tappeto diverse volte tramite calci: si trattò della prima vittoria professionistica di Aldo per decisione dei giudici. La seguente difesa del titolo arriva contro Manvel Gamburyan al WEC 51 che Aldo manda KO dopo un minuto e 32 secondi del secondo round. Aldo inizia a manifestare spesso l'idea di poter salire nella categoria di peso successiva (pesi leggeri). Avendo superato tutti gli avversari nella propria categoria di peso nella WEC, l'UFC offre ad Aldo la possibilità di lottare contro Kenny Florian, lottatore dell'UFC lightweight title. Aldo e il suo team però rifiutano la proposta, decidendo di rimanere nella categoria dei pesi piuma per il tempo necessario a difendere la sua cintura di campione della WEC.

### Ultimate Fighting Championship
Il 28 ottobre 2010, la World Extreme Cagefighting viene fusa con l'Ultimate Fighting Championship. Come previsto dall'accordo, tutti i fighter della WEC vengono trasferiti nel roster UFC. Aldo viene dichiarato l'inaugurale UFC Featherweight Champion, ricevendo la prima cintura dei pesi piuma della storia sabato 20 novembre 2010. La prima difesa sarebbe dovuta avvenire all'UFC 125 contro Josh Grispi ma Josè è costretto a rinunciare a causa di un infortunio al collo subito solo tre giorni dopo aver ricevuto la nuova cintura di campione. Il suo posto nel match viene preso da Dustin Poirier.

#### Campione dei pesi piuma UFC
La prima difesa avviene quindi contro Mark Hominick il 30 aprile 2011 all'UFC 129, dove sconfigge il canadese per decisione unanime vincendo anche il premio Fight of the Night. La seconda difesa favorevole la disputa contro Kenny Florian l'8 ottobre 2011 all'UFC 136, dove vince per decisione unanime.
L'incontro successivo per Aldo si disputò UFC 142, il 14 gennaio 2012, contro l'imbattuto (11-0) Chad Mendes. Prima dell'incontro, Aldo riceve i complimenti del connazionale Mauricio Rua, ex campione dei pesi massimi leggeri, che lo definisce "l'Anderson Silva dei pesi piuma". Nell'incontro, disputato in casa a Rio de Janeiro, Aldo inflisse la prima sconfitta in carriera a Mendes con una spettacolare ginocchiata seguita da una serie di pugni quando mancava solo un secondo alla fine del primo round.
Nel 2012 la difficoltà per gli organizzatori nel trovare sfidanti validi per Aldo divenne palese, difficoltà che si accentuarono quando il probabile primo contendente Hatsu Hioki decise di voler combattere almeno un altro incontro prima di un'eventuale sfida per il titolo. A quel punto venne scelto come avversario Erik Koch, decisamente una sorpresa; nel giugno dello stesso anno però Aldo si infortunò e l'incontro per il titolo venne posticipato nell'ottobre 2012 e spostato in Brasile. Successivamente anche Koch s'infortunò e venne sostituito con Frankie Edgar, uno dei più forti campioni dei pesi leggeri UFC appena sceso di categoria dopo la duplice sconfitta patita contro Benson Henderson; incredibilmente Aldo subì un ulteriore acciacco in settembre, questa volta al piede, e la sfida con Edgar a UFC 153 saltò.
Affrontò Frankie Edgar all'evento UFC 156: Aldo vs. Edgar del 2 febbraio 2013: Aldo si trovò di fronte probabilmente il più forte avversario mai affrontato fino a quel momento, ed ebbe dei problemi con la velocità di jab ed il footwork dello statunitense, ma i colpi portati in piedi dal campione brasiliano furono sufficienti per convincere tutti e tre i giudici della sua vittoria, con un punteggio finale di 49-46, 49-46 e 48-47 che gli valse la quarta difesa del titolo.
Nell'agosto del 2013 avrebbe dovuto difendere il titolo contro un altro peso leggero, l'ex campione WEC Anthony Pettis, ma un infortunio al ginocchio costrinsero gli organizzatori a cambiare avversario con Jung "Korean Zombie" Chan-Sung. Aldo vinse per KO tecnico nel corso del quarto round approfittando anche di un infortunio capitato all'avversario. Durante l'incontro Aldo si ruppe un piede e successivamente gli venne riscontrata la presenza di calcoli renali, possibilmente causati dalla disidratazione alla quale si sottopone per tagliare il peso e combattere nei pesi piuma, tant'è che più volte si era parlato di un suo possibile passaggio nella categoria dei pesi leggeri.
Difese il proprio titolo per la sesta volta consecutiva nel febbraio 2014 sconfiggendo Ricardo Lamas per decisione unanime dei giudici di gara che assegnarono 4 round su 5 al brasiliano.
La successiva difesa del titolo sarebbe dovuta avvenire in agosto con un rematch contro Chad Mendes, ma ad un mese dall'incontro Aldo s'infortunò e l'intero evento UFC 176 venne cancellato. L'incontro venne quindi spostato il 25 ottobre 2014 all'evento UFC 179: Aldo vs. Mendes: Aldo s'impose ancora una volta sul rivale ma in un incontro equilibrato e terminato ai cartellini dei giudici di gara, i quali assegnarono 4 round su 5 al brasiliano.

#### Perdita del titolo
A luglio del 2015 avrebbe dovuto difendere il titolo contro l'irlandese Conor McGregor. In seguito venne annunciato l'infortunio alle costole da parte del campione durante l'allenamento. Dai raggi X i medici esclusero la rottura di una costola, confermando invece la contusione di essa con ulteriore danneggiamento della cartilagine. Nonostante Aldo decise di voler partecipare all'evento, la UFC annunciò la sua sostituzione con Chad Mendes che affrontò l'irlandese in un match valido per il titolo ad interim.
L'incontro con McGregor, nel frattempo divenuto campione ad interim UFC dei pesi piuma dopo avere sconfitto Mendes, venne ufficializzato per il main event di UFC 194, in programma per il 12 dicembre 2015. All'inizio dell'incontro, McGregor prese il controllo del centro dell'ottagono e quando Aldo raggiunse l'arco d'azione dell'irlandese, quest'ultimo tentò di colpirlo con un diretto sinistro per mantenere le distanze; successivamente il brasiliano muovendosi in avanti tentò una combinazione di pugni ma McGregor nell'indietreggiare lo colpì con un diretto sinistro sul mento mandandolo KO a soli 13 secondi dall'inizio del match. Questa fu la prima sconfitta di Aldo dopo 10 anni di vittorie.

#### Campione dei pesi piuma ad interim e assegnazione d'ufficio del titolo
Il 31 marzo 2016 viene annunciato un nuovo match fra Jose Aldo e Frankie Edgar, valido per il titolo ad interim dei pesi piuma, che si disputò durante la super card di UFC 200: Aldo vinse l'incontro per decisione unanime.
Il 23 novembre 2016 gli viene riassegnato d'ufficio il titolo indiscusso di categoria data l'inattività di McGregor, diventato nel frattempo campione dei pesi leggeri; questo avvenimento ha riaperto i diverbi tra McGregor e Aldo, poiché il primo non credeva che fosse giusto assegnare un titolo al di fuori dall'ottagono.

#### Perdita del titolo e risalita
L'incontro valido per l'unificazione del titolo contro il campione ad interim Max Holloway si tiene il 3 giugno 2017 nel main event di UFC 212: dopo aver portato a casa i primi due round, Aldo viene sconfitto per KO tecnico dall'hawaiiano alla terza ripresa ed entrambi gli atleti vengono premiati con il riconoscimento Fight of the Night; il rematch tra i due si tiene il 2 dicembre a UFC 218, ma Aldo viene di nuovo sconfitto per TKO al terzo round.
Torna alla vittoria nel 2018, imponendosi il 28 luglio su Jeremy Stephens per KO tecnico, per poi bissare il successo il 2 febbraio 2019 con la vittoria sempre per TKO contro il connazionale Renato Moicano; entrambe le vittorie vennero giudicate Performance of the Night.
Il 12 luglio in un incontro valevole per il titolo dei pesi gallo in seguito al ritiro di Henry Cejudo, Aldo perde per TKO alla 5ª ripresa contro Petr Yan.
Successivamente inanella una serie di 3 vittorie consecutive contro l'ecuadoriano Marlon Vera, il connazionale Pedro Munhoz e il cubano Rob Font imponendosi per decisione unanime in tutte e tre le occasioni, risalendo così il ranking della categoria dei pesi gallo.
La striscia di vittorie si interrompe il 20 agosto 2022 a UFC 278, con la sconfitta contro il georgiano Merab Dvalishvili per decisione unanime, dopo un incontro poco entusiasmante.
Il successivo 18 settembre, giorno del compleanno di suo figlio, Aldo annuncia il ritiro dalle arti marziali miste, con ancora un incontro da disputare nel suo contratto.

#### Ritorno dal ritiro
Nel marzo 2024 annuncia il suo ritorno nell’UFC ,utilizzando il suo ultimo incontro nel contratto, per combattere nell’UFC 301 dove combatterà il 5 maggio 2024 Jonathan Martinez vincendo per decisione unanime.

#### Film biografico
Nel 2016 esce il film biografico brasiliano "Il più forte del Mondo", prodotto da Netflix in collaborazione con UFC. Il film racconta il difficile rapporto di Aldo con il padre, i primi anni di allenamento e l'inizio della carriera del lottatore, interpretato dall'attore Josè Loreto, fino alla difesa del titolo dei Pesi Piuma contro Mark Hominick ad UFC129 Toronto. La regia è affidata ad Afonso Poyart. 

## Risultati nelle arti marziali miste
| Risultato | Record | Avversario            | Metodo                                           | Evento                                 | Data              | Round | Tempo | Luogo                           | Note                                                                         |
| --------- | ------ | --------------------- | ------------------------------------------------ | -------------------------------------- | ----------------- | ----- | ----- | ------------------------------- | ---------------------------------------------------------------------------- |
| Sconfitta | 32-10  | Aiemann Zahabi        | Decisione (unanime)                              | UFC 315                                | 10 maggio 2025    | 5     | 5:00  | Montreal, Canada                | Incontro dei pesi piuma (MMA)                                                |
| Sconfitta | 32-9   | Mario Bautista        | Decisione (non unanime)                          | UFC 307                                | 5 ottobre 2024    | 3     | 5:00  | Salt Lake City, Stati Uniti     |                                                                              |
| Vittoria  | 32-8   | Jonathan Martinez     | Decisione (unanime)                              | UFC 301                                | 4 maggio 2024     | 3     | 5:00  | Rio de Janeiro, Brasile         |                                                                              |
| Sconfitta | 31-8   | Merab Dvalishvili     | Decisione (unanime)                              | UFC 278: Usman vs. Edwards 2           | 20 agosto 2022    | 3     | 5:00  | Salt Lake City, Stati Uniti     |                                                                              |
| Vittoria  | 31-7   | Rob Font              | Decisione (unanime)                              | UFC on ESPN: Font vs. Aldo             | 4 dicembre 2021   | 5     | 5:00  | Las Vegas, Stati Uniti          |                                                                              |
| Vittoria  | 30-7   | Pedro Munhoz          | Decisione (unanime)                              | UFC 265: Lewis vs. Gane                | 7 agosto 2021     | 3     | 5:00  | Houston, Texas, Stati Uniti     |                                                                              |
| Vittoria  | 29-7   | Marlon Vera           | Decisione (unanime)                              | UFC Fight Night: Thompson vs. Neal     | 19 dicembre 2020  | 3     | 5:00  | Las Vegas, Stati Uniti          |                                                                              |
| Sconfitta | 28-7   | Petr Yan              | KO tecnico (pugni)                               | UFC 251: Usman vs. Masvidal            | 12 luglio 2020    | 5     | 3:24  | Yas Island, Emirati Arabi Uniti | Per il titolo pesi gallo UFC.                                                |
| Sconfitta | 28-6   | Marlon Moraes         | Decisione (non unanime)                          | UFC 245: Usman vs. Covington           | 14 dicembre 2019  | 3     | 5:00  | Las Vegas, Stati Uniti          | Debutto nei pesi gallo                                                       |
| Sconfitta | 28-5   | Alexander Volkanovski | Decisione (unanime)                              | UFC 237: Namajunas vs. Andrade         | 11 maggio 2019    | 3     | 5:00  | Rio de Janeiro, Brasile         |                                                                              |
| Vittoria  | 28-4   | Renato Moicano        | KO tecnico (ginocchiata e pugni)                 | UFC Fight Night: Assunção vs. Moraes 2 | 2 febbraio 2019   | 2     | 0:44  | Fortaleza, Brasile              | Performance of the Night                                                     |
| Vittoria  | 27-4   | Jeremy Stephens       | KO tecnico (pugni)                               | UFC on Fox: Alvarez vs. Poirier 2      | 28 luglio 2018    | 1     | 4:19  | Calgary, Canada                 | Performance of the Night                                                     |
| Sconfitta | 26-4   | Max Holloway          | KO tecnico (pugni)                               | UFC 218: Holloway vs. Aldo 2           | 2 dicembre 2017   | 3     | 4:51  | Detroit, Stati Uniti            | Per il titolo dei pesi piuma UFC                                             |
| Sconfitta | 26-3   | Max Holloway          | KO tecnico (pugni)                               | UFC 212: Aldo vs. Holloway             | 3 giugno 2017     | 3     | 4:13  | Rio de Janeiro, Brasile         | Perde il titolo dei pesi piuma UFC, Fight of the Night                       |
| Vittoria  | 26-2   | Frankie Edgar         | Decisione (unanime)                              | UFC 200: Tate vs. Nunes                | 9 luglio 2016     | 5     | 5:00  | Las Vegas, Stati Uniti          | Vince il titolo dei pesi piuma UFC ad interim                                |
| Sconfitta | 25-2   | Conor McGregor        | KO (pugni)                                       | UFC 194: Aldo vs. McGregor             | 12 dicembre 2015  | 1     | 0:13  | Las Vegas, Stati Uniti          | Perde il titolo dei Pesi Piuma UFC                                           |
| Vittoria  | 25-1   | Chad Mendes           | Decisione (unanime)                              | UFC 179: Aldo vs. Mendes II            | 25 ottobre 2014   | 5     | 5:00  | Rio de Janeiro, Brasile         | Difende il titolo dei Pesi Piuma UFC                                         |
| Vittoria  | 24-1   | Ricardo Lamas         | Decisione (unanime)                              | UFC 169: Barão vs. Faber II            | 1º febbraio 2014  | 5     | 5:00  | Newark, Stati Uniti             | Difende il titolo dei Pesi Piuma UFC                                         |
| Vittoria  | 23-1   | Jung Chan-Sung        | KO Tecnico (pugni)                               | UFC 163: Aldo vs. Korean Zombie        | 3 agosto 2013     | 4     | 2:00  | Rio de Janeiro, Brasile         | Difende il titolo dei Pesi Piuma UFC                                         |
| Vittoria  | 22-1   | Frankie Edgar         | Decisione (unanime)                              | UFC 156: Aldo vs. Edgar                | 2 febbraio 2013   | 5     | 5:00  | Las Vegas, Stati Uniti          | Difende il titolo dei Pesi Piuma UFC                                         |
| Vittoria  | 21-1   | Chad Mendes           | KO Tecnico (ginocchiata e pugni)                 | UFC 142: Aldo vs. Mendes               | 14 gennaio 2012   | 1     | 4:59  | Rio de Janeiro, Brasile         | Difende il titolo dei Pesi Piuma UFC                                         |
| Vittoria  | 20-1   | Kenny Florian         | Decisione (unanime)                              | UFC 136: Edgar vs. Maynard III         | 8 ottobre 2011    | 5     | 5:00  | Houston, Stati Uniti            | Difende il titolo dei Pesi Piuma UFC                                         |
| Vittoria  | 19-1   | Mark Hominick         | Decisione (unanime)                              | UFC 129: St-Pierre vs. Shields         | 30 aprile 2011    | 5     | 5:00  | Toronto, Canada                 | Difende il titolo dei Pesi Piuma UFC                                         |
| Vittoria  | 18-1   | Manny Gamburyan       | KO (pugni)                                       | WEC 51: Aldo vs. Gamburyan             | 30 settembre 2010 | 2     | 1:32  | Broomfield, Stati Uniti         | Difende il titolo dei Pesi Piuma WEC; promosso a campione dei Pesi Piuma UFC |
| Vittoria  | 17-1   | Urijah Faber          | Decisione (unanime)                              | WEC 48: Aldo vs. Faber                 | 24 aprile 2010    | 5     | 5:00  | Sacramento, Stati Uniti         | Difende il titolo dei Pesi Piuma WEC                                         |
| Vittoria  | 16-1   | Mike Brown            | KO (pugni)                                       | WEC 44: Brown vs. Aldo                 | 18 novembre 2009  | 2     | 1:20  | Las Vegas, Stati Uniti          | Vince il titolo dei Pesi Piuma WEC                                           |
| Vittoria  | 15-1   | Cub Swanson           | KO Tecnico (doppia ginocchiata in salto e pugni) | WEC 41: Brown vs. Faber 2              | 7 giugno 2009     | 1     | 0:08  | Sacramento, Stati Uniti         | Eliminatoria per il titolo dei Pesi Piuma WEC                                |
| Vittoria  | 14-1   | Chris Mickle          | KO Tecnico (pugni)                               | WEC 39: Brown vs. Garcia               | 1º marzo 2009     | 1     | 1:39  | Corpus Christi, Stati Uniti     |                                                                              |
| Vittoria  | 13-1   | Rolando Perez         | KO (ginocchiata e pugni)                         | WEC 38: Varner vs. Cerrone             | 25 gennaio 2009   | 1     | 4:15  | San Diego, Stati Uniti          |                                                                              |
| Vittoria  | 12-1   | Jonathan Brookins     | KO Tecnico (colpi)                               | WEC 36: Faber vs. Brown                | 5 novembre 2008   | 3     | 0:45  | Hollywood, Stati Uniti          |                                                                              |
| Vittoria  | 11-1   | Pequeno Nogueira      | KO Tecnico (gomitate)                            | WEC 34: Faber vs. Pulver               | 1º giugno 2008    | 2     | 3:22  | Sacramento, Stati Uniti         | Debutto in WEC                                                               |
| Vittoria  | 10-1   | Shoji Maruyama        | Decisione (unanime)                              | Pancrase: 2007 Neo-Blood Tourn. Finals | 27 luglio 2007    | 3     | 5:00  | Tokyo, Giappone                 | Debutto in Pancrase                                                          |
| Vittoria  | 9-1    | Fabio Mello           | Decisione (unanime)                              | Top Fighting Championships 3           | 2 maggio 2007     | 3     | 5:00  | Rio de Janeiro, Brasile         |                                                                              |
| Vittoria  | 8-1    | Thiago Meller         | Decisione (maggioranza)                          | Gold Fighters Championship 1           | 20 maggio 2006    | 3     | 5:00  | Rio de Janeiro, Brasile         |                                                                              |
| Sconfitta | 7-1    | Luciano Azevedo       | Sottomissione (rear naked choke)                 | Jungle Fight 5                         | 25 novembre 2005  | 2     | 3:37  | Manaus, Brasile                 | Incontro di Pesi Leggeri                                                     |
| Vittoria  | 7-0    | Micky Young           | KO (pugni)                                       | FX3: Battle of Britain                 | 15 ottobre 2005   | 1     | 1:05  | Reading, Regno Unito            |                                                                              |
| Vittoria  | 6-0    | Phil Harris           | KO Tecnico (stop medico)                         | UK-1: Fight Night                      | 17 settembre 2005 | 1     | -     | Portsmouth, Regno Unito         |                                                                              |
| Vittoria  | 5-0    | Anderson Silverio     | KO Tecnico (Sottomissione ai calci)              | Meca World Vale Tudo 12                | 9 luglio 2005     | 1     | 8:33  | Rio de Janeiro, Brasile         |                                                                              |
| Vittoria  | 4-0    | Aritano Silva Barbosa | KO (calci)                                       | Rio MMA Challenge 1                    | 12 maggio 2005    | 1     | 0:20  | Rio de Janeiro, Brasile         |                                                                              |
| Vittoria  | 3-0    | Luiz de Paula         | Sottomissione (triangolo di braccio)             | Shooto: Brazil 7                       | 19 marzo 2005     | 1     | 1:54  | Rio de Janeiro, Brasile         |                                                                              |
| Vittoria  | 2-0    | Hudson Rocha          | KO Tecnico (stop medico)                         | Shooto Brazil: Never Shake             | 23 ottobre 2004   | 1     | 5:00  | San Paolo, Brasile              |                                                                              |
| Vittoria  | 1-0    | Mario Bigola          | KO (calcio alla testa e soccer kick)             | EcoFight 1                             | 10 agosto 2004    | 1     | 0:18  | Amapá, Brasile                  |                                                                              |